# Эффективность бактериальной фильтрации
Эффективность бактериальной фильтрации (BFE от англ. bacterial filtration efficiency) — показатель эффективности материалов медицинской маски, позволяющий оценить уровень защиты от бактериальных аэрозолей.
Для определения показателя образец материала маски зажимается между шестиступенчатым каскадным импактором и аэрозольной камерой. Аэрозоль Staphylococcus aureus вводят в аэрозольную камеру и пенетрируют через материал маски и импактор под вакуумом. Средний размер частиц в бактериальной пробе должен поддерживаться на уровне (3,0 ± 0,3) мкм. Показатель рассчитывается как процентная доля КОЕ, проходящих через материал медицинской маски, в сравнении с КОЕ, присутствующих в аэрозольной пробе (1,7 × 103 до 3,0 × 103 КОЕ на тест).
При дыхании, разговоре, кашле, чихании у человека выделяется то или иное количество капельных частиц со слизистых оболочек ротовой и носовой полости. Большинство таких частиц имеют размер от 0,5 до 12 мкм в диаметре. Метод позволяет оценить эффективность фильтрации маской относительно крупных частиц, имеющих размеры 3 мкм и более, и скорость падения от 0,25 до 0,4 м/с. Проницаемость маски капельными частицами меньших размеров в диапазоне от 0,5 до примерно 2,7 мкм метод оценить не позволяет. Фактически метод позволяет измерить способность «плоской» маски удалять капли размером примерно около 3 мкм, содержащие взвешенные бактерии S. aureus диаметром 0,810 мкм, при этом эффективность фильтрации по мере выполнения теста повышается из-за увлажнения маски, что искажает результаты моделирования по отношению к фактическим условиям использования. Тест не учитывает утечки по краям, которые могут иметь место из-за конструктивных особенностей маски, нестандартных форм лица и некорректных способов ношения масок, а также из-за возможных негативных эффектов при длительном ношении.